# Hesperia (California)
Hesperia, fundada en 1988, es una ciudad ubicada en el condado de San Bernardino en el estado estadounidense de California. En el año 2000 tenía una población de 98,582 habitantes y una densidad poblacional de 358.4 personas por km².

## Geografía
Hesperia se encuentra ubicada en las coordenadas 34°25′N 117°17′O / 34.417, -117.283. Según la Oficina del Censo, la ciudad tiene un área total de 74,6 km² (28,8 mi²), de la cual 74,4 km² (28,7 mi²) es tierra y 0,2 km² (0,1 mi²) (0.10%) es agua.

## Demografía
Según la Oficina del Censo en 2000 los ingresos medios por hogar en la localidad eran de $40,201, y los ingresos medios por familia eran $43,004. Los hombres tenían unos ingresos medios de $39,776 frente a los $25,665 para las mujeres. La renta per cápita para la localidad era de $15,487. Alrededor del 14.1% de la población estaban por debajo del umbral de pobreza.

## Personalidades
- Dan Henderson, luchador de artes marciales mixtas
- Joe Stevenson, luchador de artes marciales mixtas
- Dominick Reyes, luchador de artes marciales mixtas
- Lee Rodriguez, actriz
- Joel Pimentel, vocalista, exmiembro de CNCO